# 비정규직 특수요원
《비정규직 특수요원》은 2017년에 개봉한 대한민국의 영화이다.

## 캐스팅
- 강예원 : 장영실 역 - 이 영화의 여주인공. 국가안보국 정보분석팀 소속의 덧글 알바.
- 한채아 : 나정안 역 - 이 영화의 서브 여주인공. 경찰청 지능범죄수사대 소속 형사.
- 곽자형 : 재무실장 역
- 조재윤 : 박근식 차장 역 - 인간말종 3. 국가안보국 정보분석팀 차장.
- 김민교 : 양 실장 역 - 인간말종 1. 이 영화의 메인 빌런이며 페이크 최종 보스. 보이스피싱 조직 '대흥'의 실장.
- 김성은 : 김은정 역
- 이정민 : 송이 역
- 남성진 : 구 반장 역
- 동현배 : 재용 역
- 류성현 : 시청도시과장 역
- 정종우 : 선그라스요원 / 냉장고 고객 (목소리) 역
- 임종훈 : 청와대 대변인 역
- 주영호 : 택시취객 / 외교부 차관 (목소리) 역
- 김장원 : 보안요원 역
- 강구현 : 보안요원 역
- 박서휘 : 인포메이션 역
- 류경훈 : 금융3팀 직원 역
- 현진호 : 금융3팀 직원 역
- 채환 : 금융3팀 직원 역
- 이규복 : 금융3팀 직원 역
- 나무송 : 금융3팀 직원 역
- 우도형 : 금융3팀 직원 역
- 윤석진 : 금융3팀 직원 역
- 채수아 : 금융3팀 직원 역
- 이상미 : 금융3팀 직원 역
- 손효림 : 금융3팀 직원 역
- 김채원 : 금융3팀 직원 역
- 심은주 : 금융3팀 직원 역
- 박선 : 금융3팀 직원 역
- 송주희 : 금융3팀 직원 역
- 유재연 : 금융3팀 직원 역
- 최묘견 : 금융3팀 직원 역
- 주예지 : 금융3팀 직원 역
- 최효정 : 금융3팀 직원 역
- 장유영 : 금융3팀 직원 역
- 이예림 : 금융3팀 직원 역
- 김동철 : 양실장 부하 역
- 김용훈 : 양실장 부하 역
- 신영훈 : 양실장 부하 역
- 한용환 : 양실장 부하 역
- 김용진 : 양실장 부하 역
- 김건 : 형사 역
- 박준성 : 형사 역
- 방지혁 : 형사들 역
- 최정현 : 형사들 역
- 신형근 : 형사들 역
- 김태훈 : 형사들 역
- 한승환 : 성매매남 역
- 김수웅 : 할아버지 역
- 현봉식 : 대령 역
- 한길재 : 트럭 이등병 역
- 백경선 : 트럭 이등병 역
- 윤승환 : 트럭 이등병 역
- 황소희 : 지하철 여승객 역
- 김민혁 : 지하철 너구리 역
- 김재철 : 무술 도복남 역
- 윤성봉 : 택시 기사 역
- 이거성 : 뉴스앵커 역
- 조창근 : 독사운드 학생 역
- 유연수 : 택시손님 역
- 박성훈 : 한강 인터뷰 역
- 박효진 : 뉴스 아나운서 (목소리) 역
- 조윤호 : 소매치기 역 (우정출연)
- 신세휘 : 안보국 회계직원 역 (우정출연)
- 윤성환 : 독사운드학생 역 (우정출연)
- 라데 : 버스킹 밴드 역 (우정출연)
- 남궁민 : 최민석 역 (특별출연) - 인간말종 2. 이 영화의 진 최종 보스. 보이스피싱 조직의 헤드.
- 임예진 : 영실 모 역 (특별출연)